# ایکلانبرنی
ایکلانبرنی (به مجاری: Iklanberény) یک شهرداری در مجارستان است که در ناحیهٔ کوسگ واقع شده‌است. ایکلانبرنی ۲٫۹۶ کیلومتر مربع مساحت و ۲۹ نفر جمعیت دارد.